# 胆沢町
胆沢町（いさわちょう）は、岩手県南部の胆沢郡に属していた町である。
2006年（平成18年）2月20日に、水沢市、江刺市、胆沢郡前沢町、衣川村と合併して奥州市となり廃止した。
現在は奥州市の西部を占める。

## 地理
- 山：焼石岳
- 河川：胆沢川

西は奥羽山脈の一部である焼石（やけいし）連峰、東は北上山地とも呼ばれる北上高地に囲まれた扇状地に位置し、町内は大きく南都田（なつた）、小山（おやま）、若柳（わかやなぎ）の3つの地域に区分される。
平安初期、征夷大将軍坂上田村麻呂が胆沢地方を本拠地としていた蝦夷のアテルイ（阿弖流為）を討伐するために築いたという胆沢城（国の史跡）は有名だが、これは実は、現在の水沢市に立地していたという。
また、町内南都田に国内最北に位置する前方後円墳である角塚古墳がある。
胆沢川上流には石淵ダムがあるが、近々これに代わり、国内最大級のロックフィルダムである胆沢ダムが完成する。
胆沢平野には、中世の東日本の農村の姿であったと言われる散居が見られるが、これは、富山県の砺波（となみ）平野、島根県の出雲（いずも）平野と並び、日本三大散居集落の一つに数えられる。

## 歴史

### 沿革
- 1889年（明治22年）4月1日 - 町村制が施行され、胆沢郡に以下の3村が成立する。
  - 小山村が単独で村制施行し、小山村が成立。
  - 南下幅村、都鳥村、東田村の一部が合併し、南都田村が成立。
  - 旧・若柳村と東田村の一部が合併し、若柳村が成立。
- 1955年（昭和30年）4月1日 - 小山村, 南都田村, 若柳村が合併し、胆沢村となる。
- 1955年（昭和30年）7月1日 - 胆沢村の一部が水沢市に編入される。
- 1959年（昭和34年）4月1日 - 胆沢村の一部が胆沢郡前沢町に編入される。
- 1967年（昭和42年）4月1日 - 胆沢村が町制施行し、胆沢町となる。
- 2006年（平成18年）2月20日 - 水沢市、江刺市、胆沢郡前沢町、衣川村と合併し、奥州市となる。

## 行政
- 最後の町長：後藤完（ごとう まこと・1998年7月3日就任）

## 姉妹都市・友好都市

### 国内
- 掛川市（静岡県）
  - 旧・大東町と1985年（昭和60年）8月16日姉妹都市提携

## 学校

### 小学校
- 胆沢町立南都田小学校
- 胆沢町立若柳小学校
- 胆沢町立愛宕小学校
- 胆沢町立胆沢第一小学校

### 中学校
- 胆沢町立胆沢中学校

### 高等学校
- 岩手県立水沢農業高等学校
- 岩手県立胆沢高等学校（2010年に閉校）

## 交通

### 鉄道
町内を鉄道路線は通っていない。鉄道を利用する場合の最寄り駅は、JR東日本東北本線水沢駅。

### 道路
- 一般国道
  - 国道397号
- 主要地方道
  - 岩手県道37号花巻平泉線
- 一般県道
  - 岩手県道176号供養塚折居線
  - 岩手県道196号胆沢金ケ崎線
  - 岩手県道236号衣川水沢線

## 百選
- 水の郷百選：水と緑の散居の町
- 水源の森百選：焼石連峰水源の森
- 美しい日本のむら景観百選：南都田

## 胆沢町出身の有名人
- 小野寺公二（小説家）
- 佐藤雅彦（騎手）
- 純恋（ファッションモデル）
- 高橋嘉信（衆議院議員）
- 高橋勝四郎（獣医師）
- 千田善（ジャーナリスト）
- 藤田和芳（実業家）
- 村上忍（騎手）